# قدرت موسیقی کانتری
قدرت موسیقی کانتری (به انگلیسی: Country Strong) فیلمی محصول سال ۲۰۱۰ و به کارگردانی شانا فیست است. در این فیلم بازیگرانی همچون گوئینت پالترو، تیم مک‌گرا، گرت هدلند و لیتون میستر ایفای نقش کرده‌اند.